# Massacro di Haiphong
Il massacro di Haiphong o incidente di Haiphong fu una strage commessa nei pressi della cittadina fluviale di Hải Phòng ai danni della popolazione civile residente da parte delle forze coloniali francesi a bordo dell'incrociatore Suffren. Il bombardamento provocò 6 000 vittime, e fu uno dei primi scontri armati, seguito da altri episodi che portarono alla battaglia di Hanoi e allo scoppio della guerra d'Indocina.

## Contesto storico
Dopo la seconda guerra mondiale, alla quale il Vietnam aveva partecipato combattendo contro i giapponesi, il futuro dell'assetto territoriale della colonia francese era in discussione. Dopo anni di governo coloniale, seguiti dal governo giapponese durante la guerra, i vietnamiti cominciarono a mostrare sentimenti indipendentisti. In particolare, il 9 marzo 1945 i giapponesi rinunciarono alle rivendicazioni francesi sul territorio vietnamita, dichiarando ufficialmente il Vietnam indipendente dalla Francia e sotto il controllo dell'imperatore Bảo Đại. Questo fu rapidamente contrastato da una ribellione iniziata il 2 settembre 1945, quando il rivoluzionario Ho Chi Minh e il suo esercito di guerriglieri dichiararono la nascita ufficiale della Repubblica Democratica del Vietnam. I francesi ignorarono queste rivendicazioni di autonomia e si mossero rapidamente per reinsediare il Vietnam all'interno dell'Unione francese. Tuttavia, una colonizzazione piena non era più un'opzione possibile a causa del cambiamento delle dinamiche di potere in Occidente e il 6 marzo 1946, dopo aver ricevuto pressioni dagli alleati occidentali, Jean Sainteny, commissario francese per l'Indocina del Nord, si incontrò con Ho Chi Minh ad Hanoi e firmò l'accordo Ho-Sainteny.
L'accordo riconobbe formalmente l'indipendenza del Vietnam, dichiarandolo uno "Stato libero, dotato di un proprio governo, parlamento, esercito e finanze, parte integrante della Federazione Indocinese e dell'Unione Francese". Inoltre, il trattato permetteva ai francesi di mantenere una presenza militare in Vietnam per i cinque anni successivi alla ratifica. L'accordo però attrasse critiche nei confronti di Ho Chi Minh, reo di aver fornito troppe concessioni ai francesi, che così facendo avrebbero semplicemente rinnovato lo status di protettorato all'ex colonia. Per l'ammiraglio d'Argenlieu infatti il trattato non concerneva il Vietnam, ma solo il Tonchino.
La situazione si fece tesa, e mentre i vietnamiti reclamavano l'indipendenza, i francesi tentavano di rientrare nel paese. La volontà francese si concretizzò nella creazione di blocco navale virtuale ad Haiphong, con l'obiettivo di mantenere una forte presenza navale nel Golfo del Tonchino. Questo ha portato i vietnamiti a chiedere a gran voce ulteriori colloqui di pace per frenare l'influenza francese nella regione. Una seconda fase di negoziati, che avrebbe dovuto definire alcuni punti critici dell'accordo firmato a marzo, si svolse a Fontainebleau il 6 luglio, ma si concluse con una semplice dichiarazione di modus vivendi. La maggior parte dei mesi durante i quali si svolsero i negoziati fu impiegata dai francesi nel tentativo di legalizzare la loro annessione della Cocincina e del Delta del Mekong, e la separazione di queste due regioni dal resto del Vietnam. Questi accordi furono in realtà un modo della Francia di prendere tempo in attesa del proprio reingresso nel paese.

## Il massacro
Il 20 novembre 1946, una nave pattuglia francese sequestrò una nave cinese che stava tentando di fare contrabbando ad Haiphong. Anche se apparentemente di routine, il sequestro della nave avrebbe presto portato molte altre complicazioni. I soldati vietnamiti reagirono al sequestro sparando dalla costa sulla nave francese. Sulla terraferma scoppiano immediatamente scontri armati tra nazionalisti francesi e vietnamiti. I francesi si adoperarono immediatamente per dissipare il conflitto e fermarono lo scoppio accettando di rispettare la sovranità vietnamita ad Haiphong il 22 novembre 1946. Questo, tuttavia, fu solo l'inizio della strage. L'ammiraglio d'Argenlieu, apprendendo degli scontri, inviò un telegramma al comandante delle forze francesi in Indocina, Jean Étienne Valluy, ordinando di usare la forza contro i vietnamiti ad Haiphong. Valluy di suo inviò un ordine al colonnello Debès, comandante delle truppe francesi di stanza nella città fluviale, chiedendo di "dare una lezione" ai ribelli "usando ogni mezzo a sua disposizione". Debès rispose a questa richiesta, lanciando un ultimatum ai vietnamiti di Haiphong chiedendo il ritiro dalla sezione francese e dalle sezioni cinesi della città, compreso il porto. Nell'ordine, Debès invocava l'accordo franco-cinese del 28 febbraio 1946 come giustificazione per chiedere l'evacuazione vietnamita. Debès sosteneva che il trattato concedeva alla Francia diritti di protezione sui cinesi in Vietnam e quindi dava loro la giurisdizione per combattere. I vietnamiti provarono ad evacuare, ma la notte del 23 novembre c'erano ancora migliaia di civili in città. Allo scadere dell'ultimatum i francesi iniziarono un bombardamento pesante delle sezioni vietnamite della città, utilizzando  tre avvisi. Furono colpite anche le sezioni cinesi, con l'uso di artiglieria leggera. Dopo aver confermato la distruzione completa della sezione vietnamita, le truppe francesi sbarcarono in città e ne presero il controllo.

## Conseguenze

### Il tentativo di riconciliazione francese
Mentre le notizie sul numero totale delle vittime dei bombardamenti variano ampiamente da oltre ventimila a meno di cento, oggi è ampiamente riconosciuto che il numero delle vittime è molto vicino a 6000 persone, come riferito dal sociologo francese Paul Mus. Subito dopo il bombardamento, il governo francese cercò la pace, ma meno di due settimane dopo il bombardamento, dopo aver ricevuto pressioni da Parigi per "insegnare ai vietnamiti una lezione", il generale Morlière ordinò un ritiro completo dei vietnamiti dalla città, chiedendo che tutti i Viet Minhong fossero evacuati da Haiphong. All'inizio del dicembre 1946, Haiphong era sotto completa occupazione militare francese. Le azioni aggressive dei francesi riguardo all'occupazione di Haiphong fecero capire agli occhi dei Viet Minh che i francesi intendevano mantenere una presenza coloniale in Vietnam.
Per il Viet Minh, la minaccia dei francesi di creare uno stato meridionale separato in Vietnam assediando la città di Hanoi divenne una priorità da combattere con ogni mezzo.  Il 2 dicembre, come ultimo sforzo per mantenere buone relazioni tra le due nazioni, il commissario francese Sainteny (dell'accordo Ho-Sainteny) si recò ad Hanoi per raggiungere un accordo per un cessate il fuoco. Ciò si rivelò infruttuoso perché l'insistenza francese per mantenere il completo controllo militare di Haiphong bloccò tutti i negoziati. L'elezione del 16 dicembre del socialista Léon Blum come primo ministro francese offrì speranza a Ho Chi Minh e ai vietnamiti, poiché i socialisti francesi avevano una politica molto più tollerante nei confronti dell'indipendenza vietnamita. Questa, tuttavia, si rivelò una falsa speranza perché quando Blum entrò in carica, la violenza tra vietnamiti e francesi era già diffusa.

### L'inizio della guerra
Mentre le relazioni tra Francia e Vietnam continuavano a peggiorare, il 12 dicembre Ho Chi Minh lanciò un appello per la pace tra le due nazioni, affermando che: "né la Francia né il Vietnam possono permettersi il lusso di una guerra sanguinosa" Ho Chi Minh, tuttavia, non fu completamente sostenuto nel suo appello per la pace. Võ Nguyên Giáp, leader dell'esercito vietnamita, era convinto che il confronto aperto fosse inevitabile. Giap era certo che l'acquisizione di Haiphong segnalava l'intenzione della Francia di attaccare e conquistare Hanoi. Questa certezza portò Giap a concentrarsi sull'armare le milizie di Hanoi in preparazione di un attacco. I media vietnamiti riflettevano le preoccupazioni del generale. In un articolo del 10 dicembre 1946, un giornale di Hanoi affermava: "L'ora della tomba è arrivata. Il Comitato di Hanoi del Fronte Minh Việt invita la gente a stare calma, ad essere unita e ad essere pronta ad alzarsi quando il governo darà l'ordine [di ribellarsi contro i francesi]" Il popolo vietnamita a sua volta reagì all'appello costruendo barricate per le strade di Hanoi e impegnandosi in scontri armati contro i legionari francesi.
L'ultimatum finale per i vietnamiti fu intimato il 19 dicembre, quando il generale Morlière ordinò il completo disarmo della principale milizia vietnamita, Tu Ve. Quella notte, ad Hanoi, tutta l'elettricità venne spenta e la città venne lasciata nell'oscurità più completa. I vietnamiti (in particolare la milizia Tu Ve) attaccarono i francesi dall'interno di Hanoi con mitragliatrici, artiglieria e mortai. Migliaia di soldati francesi e civili vietnamiti persero la vita. I francesi reagirono assaltando Hanoi il giorno seguente, costringendo il governo vietnamita a rifugiarsi fuori città. Lo stesso Ho Chi Minh fu costretto a fuggire da Hanoi verso una zona montuosa più remota. Questa rivolta ad Hanoi intensificò l'ostilità tra francesi e vietnamiti, che sfociò poi nella guerra aperta qualche tempo più tardi.